# 湯燕生
湯燕生（1616年—1692年），字玄翼，號巖夫，別號黃山樵者。明末清初太平（今安徽黄山）人。
万历四十四年（1616年）出生，寓居蕪湖，為諸生。明亡后棄諸生，以授徒維生。工詩文，兼精通篆籀，博覽群書。康熙三十一年（1692年）去世。著有《商歌集》，今不傳。黃鉞輯其詩。